# Huy chương Acharius
Huy chương Acharius là một giải thưởng được trao cho những thành tựu trọn đời trong lĩnh vực địa y học.
Huy chương Acharius đầu tiên được đúc bởi Sở đúc tiền Hoàng gia Thụy Điển cho Viện Hàn lâm Khoa học Thụy Điển vào năm 1846, mặc dù mục đích thật sự ban đầu của huy chương vẫn chưa được ghi nhận. Trong hội nghị của viện vào năm 1990 tại Regensburg, Hiệp hội Địa y học quốc tế (IAL) quyết định huy chương này sẽ cùng lúc vinh danh thành tựu của các nhà khoa học, và tưởng niệm Erik Acharius (được công nhận là "Cha đẻ của ngành Địa y học"), bằng việc đặt tên ông cho giải thưởng này.
Kể từ đó Sở đúc tiền Thụy Điển nhận nhiệm vụ làm các huy chương tương tự huy chương vào năm 1846, và IAL điều hành việc đúc huy chương. Huy chương đầu tiên cũng được trao trong cùng năm lần đầu tiên ở hội nghị của hiệp hội tại Båstad, Thụy Điển.

## Huy chương
Huy chương được đúc bằng bạc, với hình của Acharius ở một mặt và tên người được trao ở mặt còn lại.